# Xinjiu
Xinjiu är en köping i Kina. Den ligger i provinsen Sichuan, i den sydvästra delen av landet, omkring 490 kilometer sydväst om provinshuvudstaden Chengdu. Antalet invånare är 12 700. Befolkningen består av 5 803 kvinnor och 6 897 män. Barn under 15 år utgör 18,0 %, vuxna 15-64 år 72 %, och äldre över 65 år 8,0 %.
Genomsnittlig årsnederbörd är 1 137 millimeter. Den regnigaste månaden är juli, med i genomsnitt 320 mm nederbörd, och den torraste är januari, med 3 mm nederbörd.